# Bom chìm

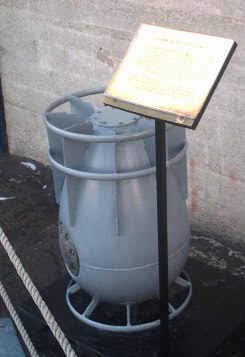
Depth charge Mark IX sử dụng bởi Hải quân Hoa Kỳ vào cuối Chiến tranh thế giới thứ hai. Không giống như các loại Depth charge có hình trụ và trông giống như thùng phi được sử dụng trước đó Mark IX có hình dáng khí động học và có các đuôi định hướng để có thể đâm thẳng xuống mà không bị lệch khi được thả xuống giảm nguy cơ bị nước đẩy ra khỏi mục tiêu. Kiểu bom này mang 91 kg thuốc nổ loại Torpex

Bom chìm hay Thùng nổ sâu (tiếng Anh: depth charge) là một loại vũ khí dùng để chống tàu ngầm. Loại vũ khí này phá hủy mục tiêu bằng sóng chấn động khi nổ. Hầu hết các loại bom kiểu này sử dụng thuốc nổ và bộ phận kích nổ để có thể phát nổ ở độ sâu đã được cài đặt trước qua một núm xoay trên thân của quả bom. Một số bom ngầm được phát triển trong Chiến tranh Lạnh thì có mang đầu đạn hạt nhân. Bom ngầm cũng có thể được mang bởi máy bay nhưng với số lượng ít hơn nhiều so với tàu chống ngầm. Hiện tại loại vũ khí này được ghi nhận là do Hải quân Anh phát triển để chống lại tàu ngầm Đức từ chiến tranh thế giới thứ nhất.

## Lịch sử phát triển
Quan niệm về một loại "thủy lôi chìm" đã được hình thành từ năm 1910 và ý tưởng này đã được triển khai thực tế khi Tổng tư lệnh Hạm đội Nhà của Hải quân Hoàng gia Anh, Đô đốc Sir George Callaghan yêu cầu sản xuất chúng vào năm 1914. Các thiết kế được thực hiện bởi Herbert Taylor tại trường dạy về ngư lôi và thủy lôi HMS Vernon ở Portsmouth, Anh. Mẫu đầu tiên có khả năng hoạt động hiệu quả trong loại depth charge là Type D đã trở nên thông dụng vào năm 1916. Với hình dáng trông như một chiếc thùng phi bên trong có chứa thuốc nổ thường là TNT hay Amatol. Có hai kích cỡ ban đầu được sản xuất là 136 kg trang bị cho các tàu chạy nhanh và 54,4 kg trang bị cho các tàu chạy quá chậm để có thể ra khỏi tầm ảnh hưởng của những quả bom cỡ lớn.
Một pistol thủy tinh được kích hoạt bởi sức ép của nước theo độ sâu tùy vào việc lựa chọn độ sâu để kích nổ cho bom. Ban đầu độ sâu được chọn là từ 12 – 24 m. Các tàu chống tàu ngầm lúc đầu được trang bị hai quả depth charge và sẽ thả xuống nước qua đường trượt ở đuôi tàu. Thành công đầu tiên của loại vũ khí này là đánh chìm được tàu ngầm SM U-68 ngoài khơi Kerry, Ireland vào ngày 22 tháng 3 năm 1916 bởi tàu buôn có trang bị vũ khí hạng nặng (Q-ship) Farnborough. Đức đã trở nên cảnh giác với loại depth charge sau khi tiếp theo sự thất bại trong việc tấn công của chiếc U-67 vào 15/04/1916 và chiếc U-69 vào 20/04/1916. UC-19 và UB-29 là hai chiếc tàu ngầm duy nhất bị đánh chìm thêm bởi depth charge năm 1916.

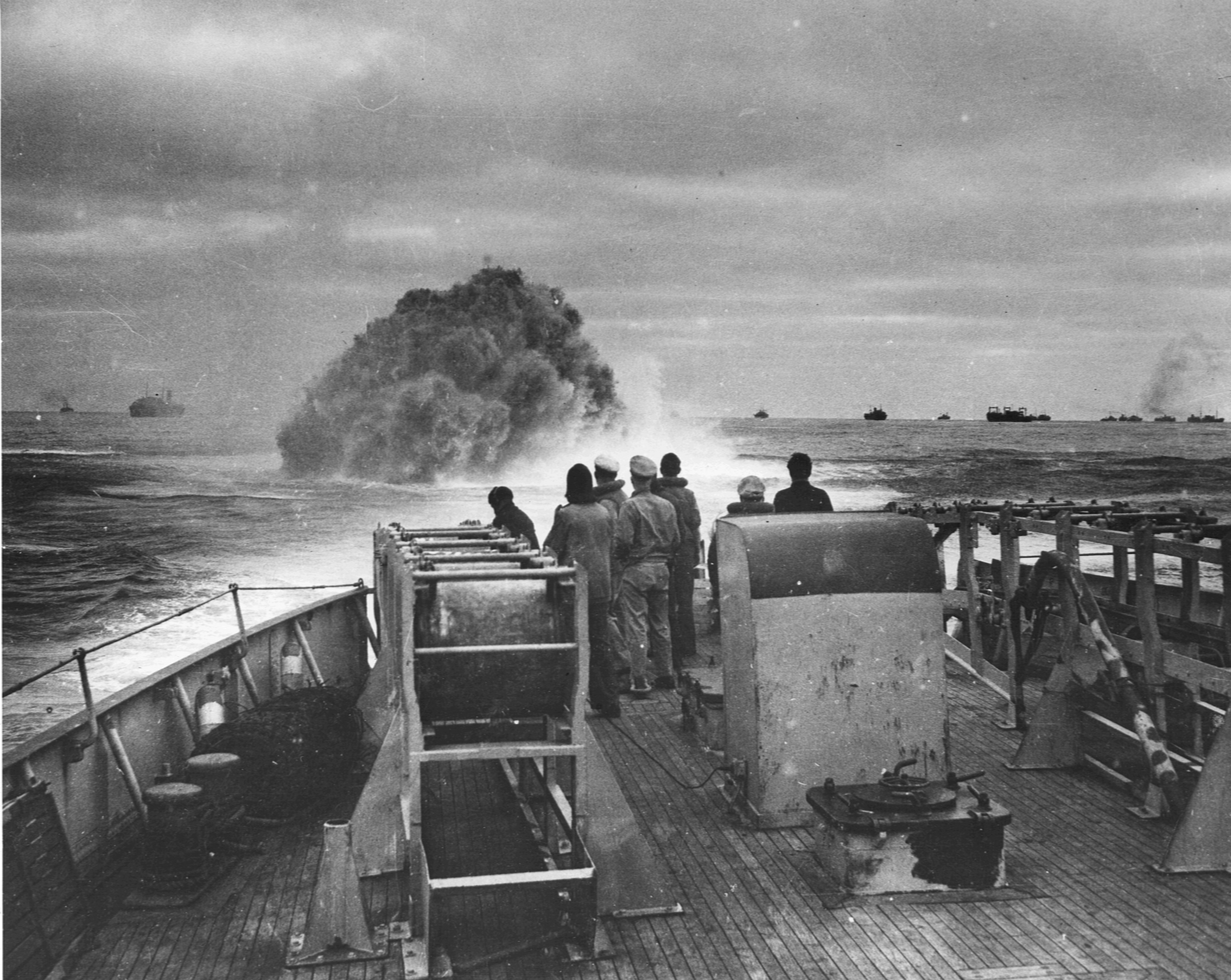
Tàu ngầm U-175 bị đánh chìm

Số lượng depth charge được trang bị cho mỗi tàu tăng lên 4 quả 06/1917, lên 6 quả vào tháng 8, và 30 hay 40 quả vào năm 1918. Pistol đã được nâng cấp cho phép chúng đạt được độ sâu từ 15 mét lên 60 mét. Kể cả các tàu có tốc độ chậm cũng có thể sử dụng loại bom 136 kg một cách an toàn ở độ sâu cao, vì thế loại depth charge 54,4 kg tương đối không hiệu quả đã được hoàn toàn thay thế. Số lượng depth charge được dùng hàng tháng tăng từ 100 lên 300 năm 1917 và trung bình đạt 1745 quả mỗi tháng trong sáu tháng cuối của Chiến tranh thế giới thứ nhất. Bom "Type D" có thể phát nổ ở độ sâu 91,44 m thời điểm đó.
Sự thành công của depth charge đã thu hút được sự chú ý của Hoa Kỳ, và đã yêu cầu vẽ lại hoàn chỉnh toàn bộ bản thiết kế loại vũ khí này. Người đã tiếp nhận việc đó là Trung tá Fullinwider của Văn phòng Đạn dược Hải quân Mỹ và Kỹ sư Hải quân Minkler, loại vũ khí này đã được tinh chỉnh một số điểm và sau đó đã xin cấp bằng sáng chế tại Hoa Kỳ việc này được thực hiện để không phải trả chi phí cho những nhà phát minh đầu tiên của loại vũ khí này khi nó được xem như một dòng hoàn toàn mới.
Depth charge Type D của Hải quân Hoàng gia Anh đã được thiết kế mới với tên Mark VII năm 1939. Nó có tốc độ chìm 2,1 m/s và vận tốc tối đa là 3 m/s đạt độ sâu 76 m nếu được thả xuống từ đuôi tàu hay được thả ra khi đang treo dưới mặt nước. Một quả nặng bằng sắt trọng lượng 70 kg được gắn vào Mark VII vào cuối năm 1940 để tăng tốc độ chìm lên 5,1 m/s. Một bộ phận kích nổ thủy tinh mới được thay vào để tăng độ sâu phát nổ của bom lên 274 m. Mark VII có 130 kg thuốc nổ Amatol ước tính đủ để xét toạt vỏ tàu ngầm chịu lực dày 178 – 203 mm với khoảng cách 6,1 m và buộc tàu ngầm phải nổi lên khi khoảng cách gấp đôi khoảng cách sát thương. Khi thay thế thuốc nổ loại Torpex hay Minol vào cuối năm 1942 khoảng cách sát thương của nó tăng lên 7,9 m hay 15,8 m.
Depth charge của Anh loại Mark X có trọng lượng 1400 kg và được phóng trong ống phóng ngư lôi cỡ 533 mm của các tàu khu trục loại cũ nó có tốc độ chìm 6,4 m/s. Tàu phóng nó phải cố chạy với tốc độ 11 hải lý trên giờ (20 km/h; 13 mph) để có thể ra khỏi tầm sát thương của loại bom này, loại bom này ít được sử dụng vì quá tốn kém cũng như có thể hại đến chính tàu phóng chúng.
Các loại bom chống tàu có hình giọt nước của Hoa Kỳ loại Mark 9 đã được đưa vào chiến đấu mùa xuân năm 1943. Nó mang khoảng 91 kg thuốc nổ Torpex và tốc độ chìm 4,4 m/s và đạt độ sâu tối đa 183 m trước khi kích nổ. Loại sau này đạt độ sâu tối đa 300 m và có tốc độ chìm 6,9 m/s với việc tăng trọng lượng cũng như hình dáng khí động học.
Cho dù sức nổ bình trung bình của các loại depth charge của Hoa Kỳ là 270 kg như loại Mark 4 hay Mark 7 được dùng trong Chiến tranh thế giới thứ hai nhưng chỉ có thể dùng để "làm căng dây thần kinh" của mục tiêu vì nó không thể làm bị thương vỏ tàu chịu lực của các chiếc U-boat thậm chí còn không bị móp trừ khi chúng phát nổ cách mục tiêu chỉ năm mét trở xuống. Để thả các quả bom xuống với độ chính xác như thế là đều không tưởng nhất là khi các tàu ngầm di chuyển và né tránh các quả bom này. Hầu hết các chiếc U-boat bị chìm do depth charge vì chúng được thả xuống theo kiểu rải thảm hơn là ngắm kỹ trước khi thả. Có rất nhiều chiếc đã vượt qua được hàng trăm quả depth charge phát nổ xung quanh chúng trong nhiều giờ liền, chiếc tàu ngầm U-427 đã sống sót sau 678 quả depth charge được ném vào nó trong tháng 4 năm 1945 dù vậy rất nhiều trong số chúng phát nổ với khoảng cách đáng kể so với mục tiêu.

## Các cơ chế sử dụng

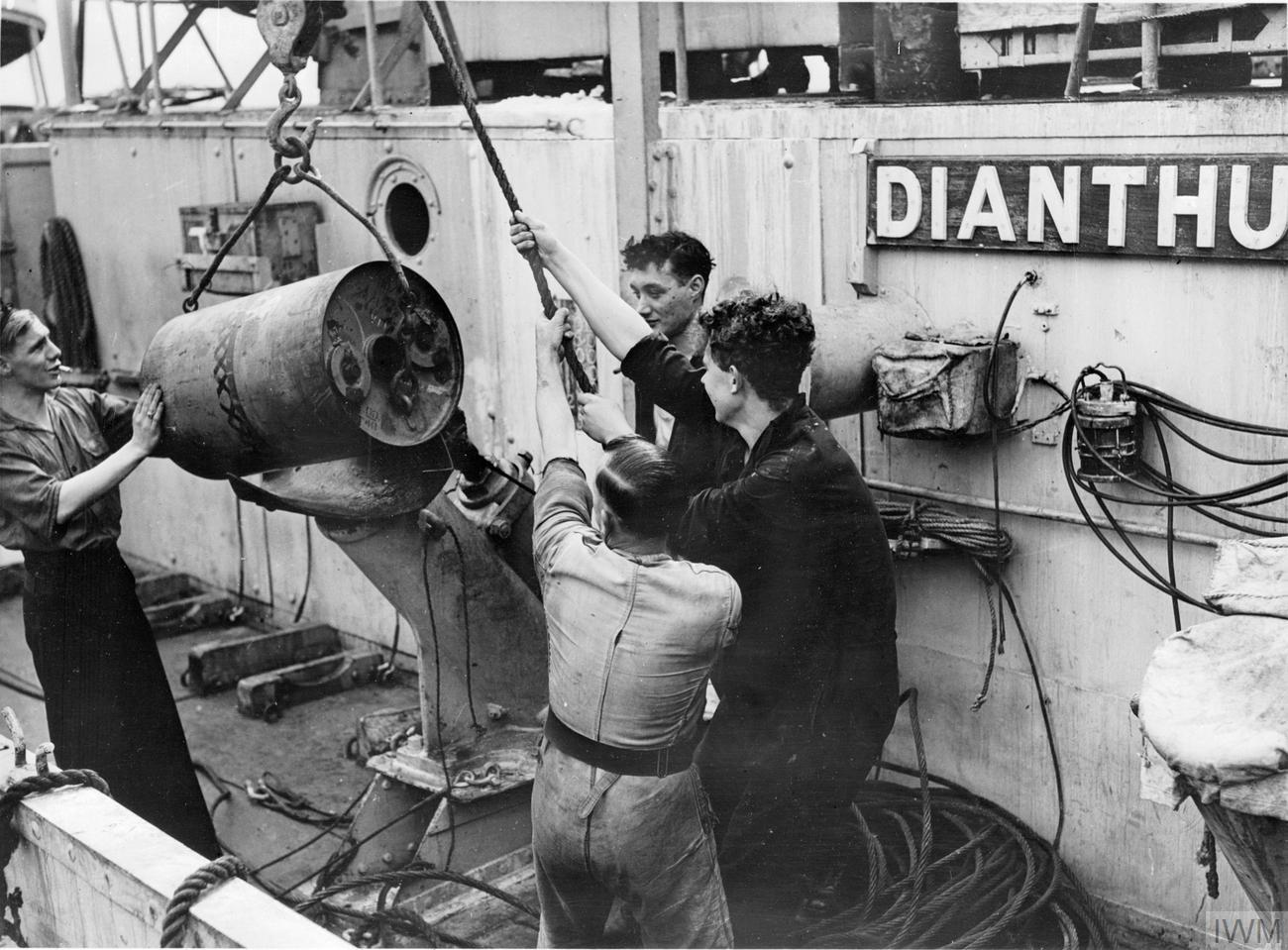
Thủy thủ đang chất depth charge loại Mark VII trông giống như thùng phi lên khẩu K-gun của chiếc tàu chiến loại nhỏ lớp Flower HMS Dianthus

Cơ chế sử dụng đầu tiên là chỉ việc lăn chúng xuống nước như một vỏ đồ hộp theo một đường dốc phía sau đuôi tàu. Các depth charge đầu tiên chỉ việc để trên đỉnh đường dốc và khi cần thì đẩy chúng xuống. Sau này đường dốc có thêm các vách ngăn cho phép sắp xếp các quả bom theo thứ tự khi cần thì rút các vách ngăn ra và các quả bom sẽ lăn đều đặn theo thứ tự tránh việc chúng lăn xéo va vào thân tàu chứ không rơi xuống nước, hệ thống này đã được sử dụng vào khoảng cuối Chiến tranh thế giới thứ nhất.
Một số tàu của hải quân Hoàng gia Anh thì thử sử dụng pháo gắn phía mũi tàu cho việc chống tàu ngầm năm 1917-1918 được thiết kế để phóng một depth charge tuy nhiên nó lại chẳng cho thấy kết quả khả quan bao nhiêu. Một dự án chuyên về phát triển các loại depth charge đã được triển khai để có thể phóng rải các quả bom này trên một khu lớn với việc sử dụng kết hợp với bệ phóng nhiều lớp. Kết quả đầu tiên của dự án này có thể phóng các quả depth charge xa 40 m và được đưa vào sử dụng rông rãi từ tháng 8 năm 1917. Các dự án được gọi là Y-gun (viết tắt dựa trên tên gọi của chúng) đã được triển khai năm 1918. Được trang bị vào phần giữa của thân tàu và các hệ thống phóng "Y" này được đặt ở cả hai bên hông tàu, các depth charge được lắp vào hệ thống. Các tên lửa đẩy trong Y-gun sẽ đẩy các depth charge bay xa 50 m ở mỗi bên của tàu. Và hệ thống đẩy chính phải được đặt ở giữa thân tàu nơi mà cũng có thể đặc cột buồm, khoang lái, hay các khẩu pháo.

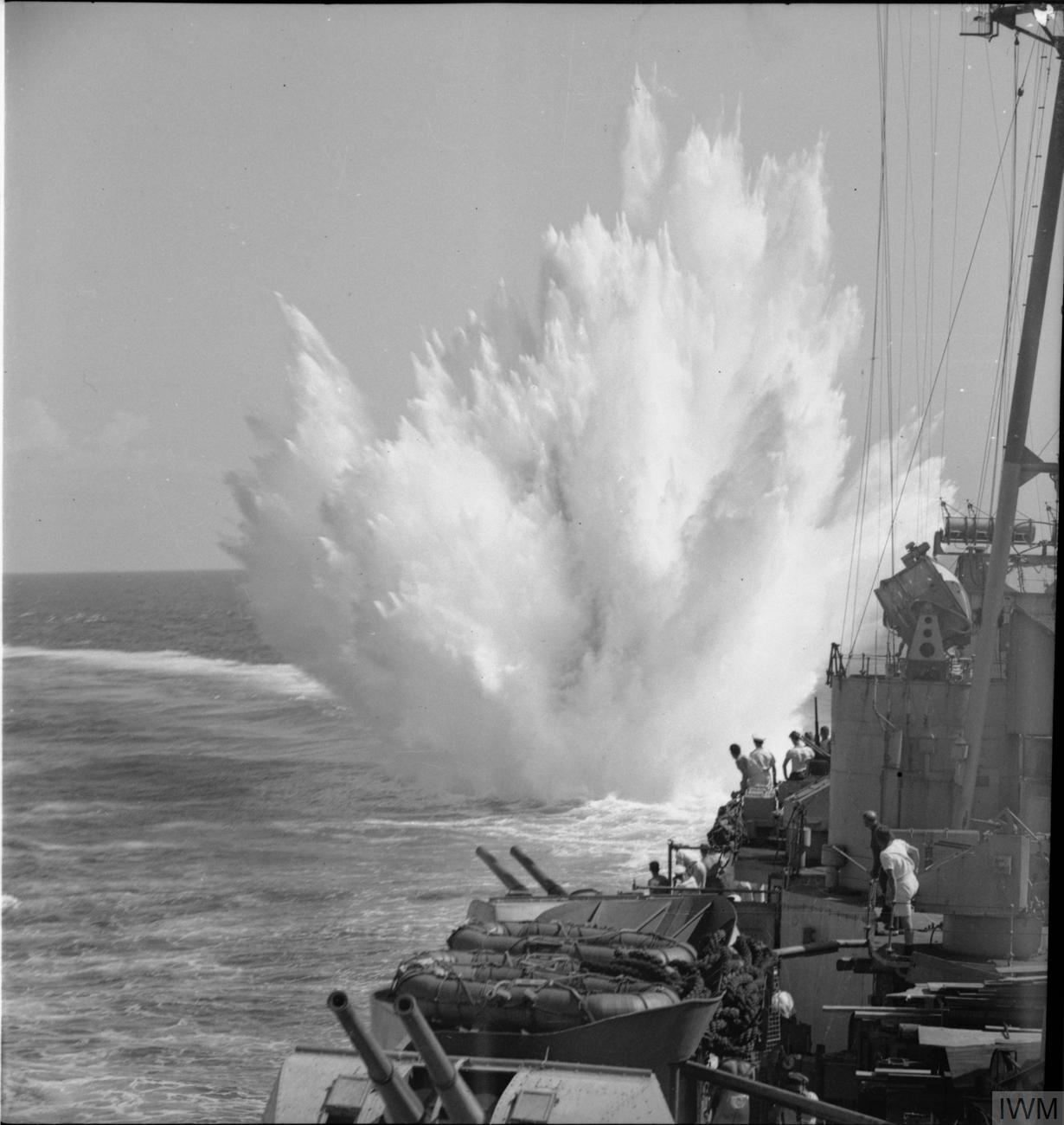
Depth charge phát nổ sau khi nó được thả bởi chiếc HMS Ceylon

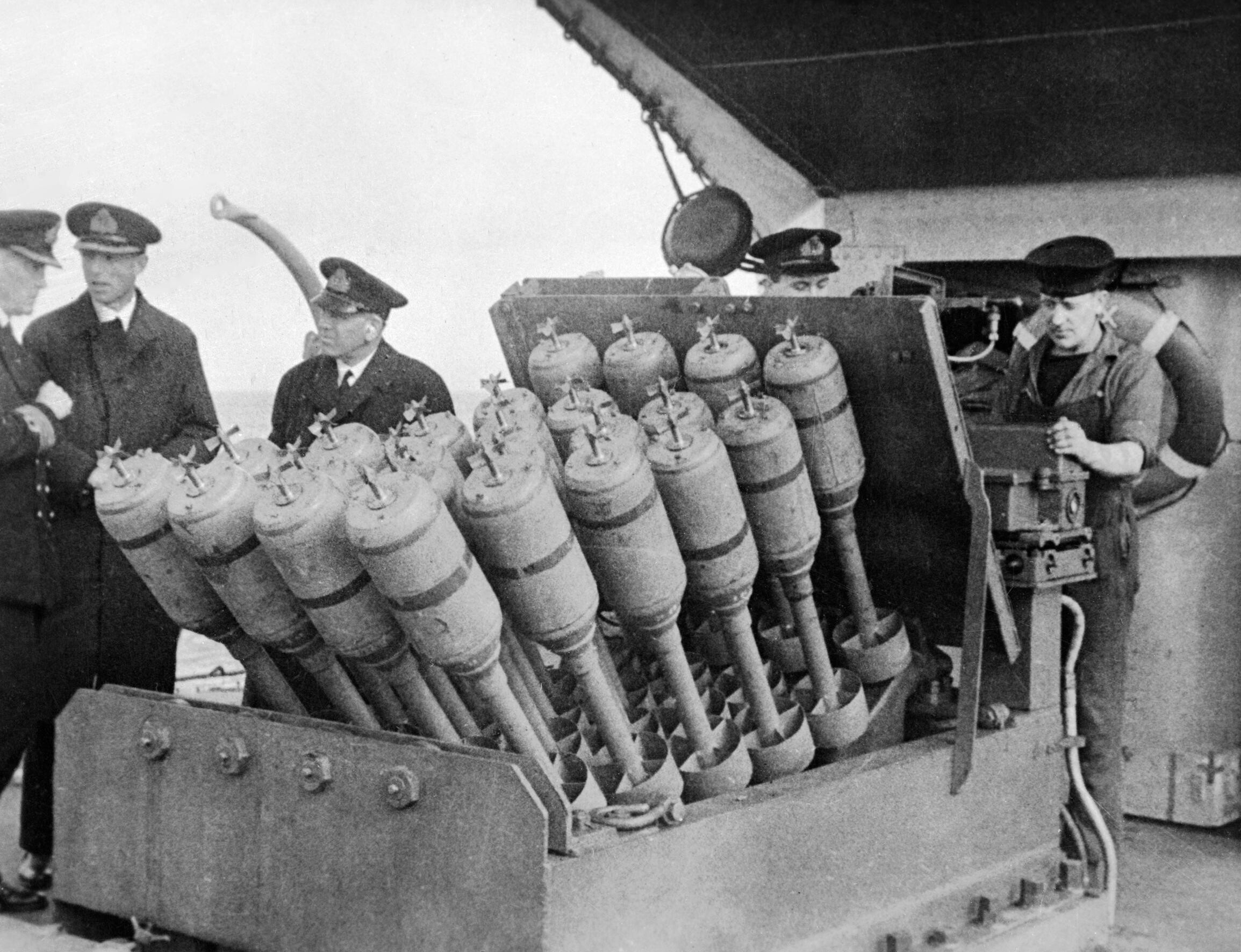
Hệ thống chống tàu ngầm Hedgehog, bệ phóng với 24 depth charge, được gắn phía đầu chiếc khu trục hạm HMS Westcott vào 28/11/1945

Mẫu K-gun thông dụng hơn đã thay thế mẫu Y-gun trong dự án phát triển depth charge. Các K-gun có thể gắn vào các đường viền quanh tàu để giải phóng phần chính giữa thân tàu vốn có giá trị sử dụng rất cao. Khẩu K-gun thường được dùng chung với đường dốc ở đuôi tàu để có thể có thể phóng từ 6 đến 10 depth charge một lúc. Cho dù bất cứ điều gì xảy ra thì chiếc tàu phóng bom phải luôn luôn di chuyển với tốc độ nhất định nếu không nó sẽ bị nổ tung bởi chính những quả bom mà nó phóng lên.
Depth charge cũng có thể được thả xuống từ các máy bay chiến đấu chống tàu ngầm. Vào thời điểm bắt đầu Chiến tranh thế giới thứ hai các depth charge được trang bị cho máy bay có trọng lượng 45 kg. Loại vũ khí này quá nhẹ vì thế thất bại khi sử dụng là chuyện đương nhiên. Vào ngày 5 tháng 9 năm 1939 chiếc máy bay loại Avro Anson của không lực hoàng gia Anh thuộc phi đội 233 đã bị nổ tung khi chính quả depth charge mà nó thả phát nổ ngay khi chạm mặt nước ngay phía dưới máy bay (việc thả bom loại này đòi hỏi máy bay phải bay gần sát mặt nước). Để khắc phục việc liên tục thất bại thảm hại của loại vũ khí này hải quân hoàng gia Anh đã thiết kế loại depth charge Mark VII với trọng lượng 200 kg dùng trang bị cho máy bay với việc thêm vào phần mũi có hình dáng khí động học hơn và gắn thêm các đuôi định hướng phía sau.
Việc sử dụng depth charge thả từ máy bay được cho là thực hiện lần đầu tiên tại Finns. Cũng cho thấy các vấn đề tương tự như vấn đề của Không lực Hoàng gia Anh là nó không đủ mạnh để chống lại tàu ngầm, chỉ huy Birger Ek của Không lực Phần Lan thuộc phi đội LeLv 6 đã liên lạc với các bạn của mình bên hải quân và đề xuất việc thí nghiệm một loại depth charge mới phục vụ cho việc tấn công trên không giống như loại bom mà Hải quân Phần Lan đang sử dụng. Việc thí nghiệm đã thành công, loại bom Tupolev SB-2 đã được hình thành và các máy bay ném bom của phi đội LeLv 6 đã được cải biên để có thể mang loại bom này vào đầu năm 1942. Tin tức về các nhiệm vụ thành công trong việc chống tàu ngầm của loại bom này đã đến tai chỉ huy không lực bờ biển hoàng gia Anh. Họ cũng đã nhanh chóng bắt đầu sửa đổi các quả bom của mình để phục vụ chiến đấu trên không.
Các loại depth charge sau này được thiết kế riêng cho việc dùng để tấn công từ trên không. Loại vũ khí này vẫn còn được sử dụng cho đến ngày nay tuy được giới hạn sử dụng, chúng được sử dụng cho việc tấn công tàu ngầm dựa vào bóng của chúng dưới nước lúc mà ngư lôi tìm tiếng động không thể sử dụng được. depth charge đặc biệt hiệu quả khi tấn công các tàu ngầm đang nghỉ dưới đáy biển hay đang ẩn nấp với tất cả động cơ đều ngừng hoạt động. Các ngư lôi bình thường cũng có thể dùng cho các trường hợp tương tự nhưng tốn kém hơn cũng như trang bị cho máy bay có giới hạn (do nặng hơn). Tiêu biểu cho loại vũ khí này là loại depth charge Mark 11 được phát triển bởi hạm đội không lực hải quân Anh.

## Hiệu quả

Sự thành công của việc sử dụng depth charge tùy thuộc vào xác định độ sâu chính xác. Để chắc ăn đội sử dụng bom sẽ thiết lập nhiều mức độ sâu khác nhau và rải xung quanh tàu ngầm

Sự hiệu quả trong việc sử dụng depth charge đòi hỏi sự kết hợp của vật liệu chế tạo bom và các kỹ năng của người sử dụng trong việc tấn công. Bộ phận khuếch đại âm thanh, khả năng quản lý, đội sử dụng depth charge và sự di chuyển của các tàu khác phải được phối hợp nhịp nhàng. Việc sử chiến thuật máy bay chống tàu ngầm tùy thuộc vào vị trí của tàu ngầm và còn vào thời điểm ngày hay đêm, khi đó tấn công nhanh chóng sau xác định được vị trí tàu ngầm, còn với tàu ngầm ngay sau khi nhận thấy bị tấn công thông thường sẽ lặn sâu xuống để tránh các đòn tấn công.
Khi cuộc chiến Đại Tây Dương nổ ra năm 1939, binh lực của Anh và các nước trong Khối thịnh vượng chung đã trở nên cực kỳ chuyên nghiệp trong chiến thuật sử dụng depth charge, trước tiên tập hợp các chiếc khu trục hạm lại thành một đội săn tàu ngầm để có thể tìm và diệt các chiếc tàu ngầm U-boat của Đức.
Điểm yếu của depth charge lúc đó là nó không được xem như một loại vũ khí có độ chính xác cao. Các tàu tấn công sẽ cố dò ra các tàu ngầm bằng bộ phận khuếch đại âm thanh. Dù vậy việc thả depth charge bằng cách lăn nó xuống tại phần đuôi tàu sẽ làm cho bộ phận khuếch đại âm thanh bị nhiễu do chính tiếng động mà các quả bom khi lăn cũng như do chính tiếng động cơ tàu hoạt động phía sau gây ra, sau đó việc xác định lại vị trí tàu ngầm cũng gặp khó khăn do tiếng nổ của các quả bom át tiếng động cơ tàu ngầm và các tàu săn tàu ngầm phải tấn công một cách mù quáng do không biết vị trí của chiếc tàu ngầm. Các thuyền trường giỏi của tàu ngầm thường có cơ hội dễ dàng né được các cuộc tấn công. Để khắc phục tình trạng này tất cả depth charge sau này được gắn lên bệ phóng nhiều lớp, điều này cho phép bộ phận khuếch đại âm thanh có được khoảng cách hiệu quả để hoạt động tốt.

### Mặt trận Thái Bình Dương
Tại Thái Bình Dương các depth charge của Nhật Bản không thành công lắm trong việc chống lại các tàu ngầm của Hoa Kỳ và Anh. Trừ khi chúng bị tấn công ở vùng nước cạn, còn bình thường chúng chỉ việc lặn sâu xuống là có thể tránh các vụ nổ.
Các thiếu sót trong chiến thuật sử dụng depth charge của Nhật Bản đã bị mang ra bàn thảo tại các hội nghị bởi một nghị sĩ quốc hội của Hoa Kỳ Andrew J. May, là thành viên của Ủy ban quân vụ Hoa Kỳ người đã thị sát mặt trận Thái Bình Dương và đã thu được nhiều thông tin tình báo và nhiều bản báo cáo tóm tắt các hoạt động. Chúng đã chỉ ra các điểm rất nhạy cảm về việc tại sao các tàu ngầm của Hoa Kỳ lại có khả năng sống sót cao là do các depth charge của Nhật Bản thường được kích nổ ở độ sâu quá nông.
Các hiệp hội báo chí đã lấy các thông tin bị rò rỉ, sau đó đăng trên toàn bộ đường dây của mình làm tăng thêm sự nguy hiểm, rất nhiều tờ báo (kể cả các tờ tại Honolulu, Hawaii) đã đăng chúng. Ngay lập tức quân đội Nhật Bản nắm được thông tin này và đã cho sửa lại toàn bộ các depth charge để chúng nổ ở khoảng độ sâu hiệu quả hơn là 75 m. Đô đốc trưởng Charles A. Lockwood chỉ huy của hạm đội tàu ngầm Hoa Kỳ tại Thái Bình Dương đã báo cáo rằng chỉ đến tháng 5 sau khi thông tin bị rò rỉ đã có hơn mười tàu ngầm của Hải quân Hoa Kỳ bị đánh chìm và hơn 800 thủy thủ hi sinh khi đang chiến đấu.

## Các phát triển sau này
Vì một lý do nào đó bom cách gọi depth charge nói chung đã được thay bằng vũ khí chống tàu ngầm. Có thể là do việc chúng được phóng từ phía đầu của các chiếc tàu bởi bệ phóng nhiều tầng chứ không còn được thả nữa, như hệ thống phóng Hedgehog của Anh và sau đó là hệ thống Squid. Các vũ khí này phóng các quả bom như phóng các đầu đạn súng cối lên phía trước của tàu dàn trên một khu vực lớn để tăng khả năng đáng trúng các tàu ngầm. Hệ thống Hedgehog sử dụng bộ phận kích nổ khi va chạm còn hệ thống Squid thì bắn các depth charge có khả năng ngắm tự động dẫn đường như các ngư lôi. Sau này các thiết kế tính luôn loại Mark 24 "Fido" đã trở thành các ngư lôi tìm tiếng động hay loại SUBROC là loại depth charge có trang bị đầu đạn hạt nhân. Liên Xô, Hoa Kỳ, và Anh đã thiết kế các loại vũ khí chống tàu ngầm mang đầu đạn hạt nhân và loại vũ khí nay đôi khi được coi là thủy lôi hạt nhâm chìm.

## Cách nổ dưới nước

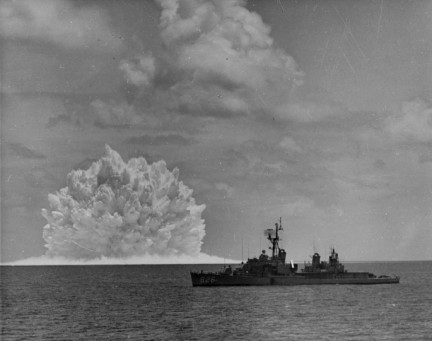
Chiếc USS Agerholm (DD-826) phóng tên lửa mang loại depth charge ASROC có trang bị đầu đạn hạt nhân trong cuộc thử nghiệm Swordfish vào 1962

Để có một sức nổ mạnh depth charge phải trải qua rất nhiều phản ứng hóa học để có thể tạo ra sóng chấn động có tốc độ 8.000 m/s. Các khí nén được tạo ra bởi phản ứng trong một thời gian rất ngắn khi kích nổ khối thuốc nổ rắn tạo ra một áp lực rất cao. Chính áp lực này là nguồn cho mọi sự công phá nó tỉ lệ thuận với sức nổ và tầm ảnh hưởng của tốc độ sóng chấn động nổ. Các khí nén mà depth charge tạo ra chiếm chỗ của nước rất nhanh làm tăng áp lực nước ở xung quanh nó và tạo ra một sóng chấn động truyền trong nước. Sự khác biệt về độ hòa tan của không khí trong nước sẽ ảnh hưởng đến sức nổ khi các khí nén được giải phóng có thể sẽ tan vào trong nước không tạo ra sóng chấn động mạnh như mong muốn phần còn lại sẽ nổi lên mặt nước. Trừ khi các depth charge phát nổ ở độ sau thích hợp khi vụ nổ mà nó tạo ra hoàn toàn cách li với không khí, các khí nén đẩy nước ra khỏi một vùng mà chúng chiếm khi nổ khiến cho vùng đó có áp suất thấp hơn xung quanh nếu nó chạm vào không khí thì ngay lập tức sức ép của nước sẽ đẩy toàn bộ sức nổ lên phía trên mặt nước chứ không tạo ra sóng chấn động mạnh, dù vậy nó sẽ hiệu quả nếu tạo các hiệu ứng nổ cho phim ảnh với cảnh một cột nước cao tung lên từ dưới nước. Còn trên thực tế khi depth charge phát nổ nó chỉ có thể làm cho mặt nước gồ lên một tí rồi phẳng trở lại và sau đó là các bong bóng nổi lên. Còn khi các khí nén hoàn toàn không thể chạm vào không khí thì áp suất nước xung quanh sẽ đẩy nước trở về chỗ cũ vì một phần hay hầu hết khí nén sẽ tan vào nước tạo nên một sóng chấn động thứ hai tuy yếu hơn sóng chấn động chính nhưng vẫn hiệu quả.
Các depth charge rất lớn tính luôn các vũ khí hạt nhân nếu nổ ở độ sâu đủ có thể tạo ra nhiều sóng chấn động rất mạnh. Depth charge có sức nổ cực lớn có thể tạo ra sóng chấn động rất xa có thể dội lại từ đáy biển lên và/hay từ trên mặt nước xuống có thể tạo thành hội tụ khuếch đại sóng chấn động cực kỳ nguy hiểm cho bất cứ thứ gì nằm trong nó. Tất cả các tàu ngầm hay tàu nổi có thể bị đánh chìm nếu nó nằm trong phạm vi ảnh hưởng của loại bom này, kể cả chính tàu đã phóng bom nếu nó không kịp chạy ra khỏi vùng nguy hiểm cũng sẽ bị đánh chìm bởi chính quả bom mà nó phóng đi.
Các thiệt hại do những vụ nổ dưới nước xảy ra cho các tàu ngầm tạo ra bởi hai loại sóng chấn động chính và phụ. Sóng chấn động chính sẽ xảy ra khi depth charge phát nổ, nó cũng có thể ảnh hưởng đến người và các thiết bị của tàu ngầm nếu nó nổ ở khoảng cách đủ gần. sóng cấn động thứ hai là do sức ép của nước đẩy nước trở về chỗ cũ kéo mọi thứ xung quanh vào nó cũng có áp suất đáng kể và khi khoảng không đó đầy thì nước trong đó theo quán tính sẽ va vào nhau và bị đẩy ra tạo ra thêm một sóng chấn động nữa nhưng yếu hơn cũng như áp suất trong vùng đó giảm xuống và cứ thế cho đến khi các sóng chấn động yếu dần đến mất hẳn chính hàng loạt sóng chấn động này sẽ gây ra thảm họa cho vỏ tàu của tàu ngầm. Đã có các cuộc thử nghiệm cho thấy trung bình có đến mười sáu sóng chấn động được tạo ra bởi một quả depth charge và số lượng còn tùy vào sức nổ của bom. Các sóng chấn động phụ này còn được gia tăng bởi những vụ nổ của các depth charge được thả xuống sau nó gây ra hàng loạt chấn động xung quanh thân tàu ngầm. Đó là lý do tại sao các depth charge luôn được thả ít nhất là một cặp và theo các độ sâu khác nhau.
Tầm sát thương của depth charge tủy thuộc vào khối lượng thuốc nổ mà nó được nhét vào và sức chịu đựng của vỏ tàu ngầm. Với một quả depth charge nạp 100 kg thuốc nổ TNT (4 MJ) bình thường chỉ có tầm sát thương 3–4 m với tàu ngầm có trọng tải trung bình 1000 tấn, khi sóng chấn động gây thiệt hại nhẹ (tàu ngầm không thể bị đánh chìm nhưng có thể bị đẩy ra khỏi đường đi) là 8–10 m. Với một quả nhét đầy thuốc nổ mạnh cũng chỉ có thể tăng tầm sát thương lên thêm vài mét vì tính chất tỏa sóng chấn động trong nước sẽ đi theo tất cả mọi hướng chứ không như trên mặt đất sóng chấn động sẽ bị dội bởi đất cứng làm tập trung chấn động thẳng lên trên gây sát thương rất lớn còn dưới nước thì không. Các depth charge có hiệu quả càng cao với tàu ngầm càng lớn và càng thấp với tàu ngầm càng nhỏ vì tính khí động học của chúng sẽ cho các sóng chấn động đi qua mà chẳng gây thiệt hại gì. Lấy ví dụ nếu tàu ngầm loại nhỏ có vỏ tàu làm bằng Titan thì chỉ có thể đánh chìm nó nếu một quả depth charge đánh trúng thẳng vào nó còn nếu không cùng lắm chỉ có thể khiến nó bị chấn động làm chết máy (và có thể tự khởi động lại được).